# Chilarchaea
Chilarchaea là một chi nhện trong họ Mecysmaucheniidae.